# 투언안프억 교
투언안프억 교(베트남어: Cầu Thuận Phước / 橋順福)는 베트남 다낭의 한강 하류에 가설된 현수교이다.

## 개요
다리는 4차선으로, 3개의 경간이 있고, 길이 1,850m, 폭 18m 메인 스팬의 길이는 405m이다. 2개의 주탑 높이는 80m이다. 이 다리는 베트남에서 가장 긴 현수교이며, 약 1조 동이 투자되었다. 다리는 중국, 쿠바, 캐나다에서 지원한 자본을 포함하여 추계 6500억 동(약 4200만 US $)의 비용으로 건설되었다.
교량 건설은 2003년에 착공하여 베트남 총리 응우옌떤중 등 많은 고위 인사들이 참석했다. 개통식이 열린 2009년 7월 19일에 완공되었다.

## 같이 보기
- 롱 교
- 송한 교
- 쩐티리 교